# Princeton (thị trấn), Wisconsin
Princeton là một thị trấn thuộc quận Green Lake, tiểu bang Wisconsin, Hoa Kỳ. Năm 2010, dân số của thị trấn này là 1.397 người.